# 色色衣
『色色衣』（いろいろごろも）は、日本のロックバンド・スピッツのスペシャル・アルバム。2004年3月17日にユニバーサルミュージックより発売。レーベルはユニバーサルJ。初回盤のみ3面デジパック仕様で、メンバーによる全曲解説書「『色色衣』リリース記念特別座談会」が封入されている。

## 背景とリリース
5年ぶりのスペシャルアルバム。コンセプトは『花鳥風月』と同様、1999年から2004年にかけてアルバムに収録されなかった楽曲、カップリング曲、新曲が主に収録されている。また、アマチュア時代にレコーディングされた楽曲「僕はジェット」が収録されている。
因みに1999年に発売されたシングル『99ep』の収録曲である、「ハイファイ・ローファイ」、「魚」、「青春生き残りゲーム」が本作に収録されたために、前アルバムは製造中止となった。
草野は、タイトルについて「あんまりその、かっこいい意味だけじゃないほうがいいな、と。「ボロは着てても心は錦」のような気持ちで決めました」と語っている。
発売1年半前頃に思い付いた当初のタイトルは「酔生夢死」であったが、草野は、「「死」っていう文字が入ってるから評判が悪くって（笑）。そっかあ、まあ特に今のご時世だとあんまりよくないのかなあとか思ったりもして。このタイトルに変えたんですけど」と語っている。
歌詞カードには、それぞれの曲の初出のCDジャケットのイラストが使用されている。マスタリングはスティーヴン・マーカソンが担当した。
2021年9月15日、カッティングを小鐵徹が行った本作のレコード盤が発売。

## 収録曲
| 全作詞・作曲: 草野正宗。 |                                               |           |            |                       |      |
| #                        | タイトル                                      | 作詞      | 作曲・編曲 | 編曲                  | 時間 |
| 1.                       | 「スターゲイザー」                            | 草野正宗  | 草野正宗   | スピッツ & 亀田誠治   | 4:11 |
| 2.                       | 「ハイファイ・ローファイ」(NEW MIX)           | 草野正宗  | 草野正宗   | スピッツ & クジヒロコ | 2:20 |
| 3.                       | 「稲穂」(NEW MIX)                             | 草野正宗  | 草野正宗   | スピッツ & 石田小吉   | 3:48 |
| 4.                       | 「魚」                                        | 草野正宗  | 草野正宗   | スピッツ & クジヒロコ | 4:01 |
| 5.                       | 「ムーンライト」                              | 草野正宗  | 草野正宗   | スピッツ              | 4:07 |
| 6.                       | 「メモリーズ」                                | 草野正宗  | 草野正宗   | スピッツ & クジヒロコ | 2:58 |
| 7.                       | 「青春生き残りゲーム」(NEW MIX)               | 草野正宗  | 草野正宗   | スピッツ & クジヒロコ | 4:51 |
| 8.                       | 「SUGINAMI MELODY」(弦編曲：亀田誠治)         | 草野正宗  | 草野正宗   | スピッツ & 亀田誠治   | 3:07 |
| 9.                       | 「船乗り」                                    | 草野正宗  | 草野正宗   | スピッツ              | 3:30 |
| 10.                      | 「春夏ロケット」                              | 草野正宗  | 草野正宗   | スピッツ              | 2:36 |
| 11.                      | 「孫悟空」                                    | 草野正宗  | 草野正宗   | スピッツ & 亀田誠治   | 3:35 |
| 12.                      | 「大宮サンセット」                            | 草野正宗  | 草野正宗   | スピッツ              | 2:46 |
| 13.                      | 「夢追い虫」                                  | 草野正宗  | 草野正宗   | スピッツ & 石田小吉   | 4:37 |
| 14.                      | 「僕はジェット」(Previously Unreleased Track) | 草野正宗  | 草野正宗   | スピッツ              | 4:20 |
| 合計時間:                | 合計時間:                                     | 合計時間: | 50:47      |                       |      |

### 楽曲解説
1. スターゲイザー
28thシングル。アルバム初収録。
2. ハイファイ・ローファイ (NEW MIX)
『99ep』収録のセルフプロデュース作品。本作への収録に伴い、シングル「スターゲイザー」のカップリング曲「三日月ロック その3」（本作には未収録）のエンジニア山口州治によってリミックスされた。
冒頭に挿入されていたカウントもカットされているほか、間奏前に入っていたコーラスもミックスにより小さくされている[5]。
3. 稲穂 (NEW MIX)
25thシングル「さわって・変わって」カップリング曲。10thアルバム『三日月ロック』のエンジニア工藤雅史によってリミックスされた。
4. 魚
『99ep』収録のセルフプロデュース作品。2003年のBS-i放映ドラマ「恋する日曜日」セカンドシリーズ第5話『魚』の主題歌（主演:黒川芽以、監督:加藤章一、脚本:いずみ吉紘）であり、アニメ『ハチミツとクローバー』の挿入歌としても使用された。
5. ムーンライト
21stシングル「ホタル」カップリング曲。セルフプロデュース作品。
6. メモリーズ
22ndシングル「メモリーズ/放浪カモメはどこまでも」の両A面表題曲。再アレンジされた「メモリーズ・カスタム」が『ハヤブサ』に収録されているが、オリジナルバージョンはアルバム初収録。セルフプロデュース作品。
7. 青春生き残りゲーム (NEW MIX)
『99ep』収録のセルフプロデュース作品。新たにリミックスされている。2番後の間奏前に爆発音が追加されたほか、ギターの配置、フェードアウトの部分が当初のバージョンと異なっている。仮タイトルは「キルト」。
8. SUGINAMI MELODY
26thシングル「ハネモノ」カップリング曲。バンジョーを取り入れたカントリー風の曲。杉並は草野がかつて住んでいたところで、阿佐ヶ谷の中杉通りがモチーフ。
9. 船乗り
23rdシングル「遥か」カップリング曲。セルフプロデュース作品。
10. 春夏ロケット
21stシングル「ホタル」カップリング曲。セルフプロデュース作品。
11. 孫悟空
27thシングル「水色の街」カップリング曲。
12. 大宮サンセット
作詞・作曲:草野正宗、編曲:スピッツ
24thシングル「夢追い虫」カップリング曲。セルフプロデュース作品。タイトル・歌詞の「大宮」は埼玉県の地名である。
13. 夢追い虫
24thシングル。アルバム初収録。
14. 僕はジェット (Previously Unreleased Track)
インディーズ時代の未発表音源。楽曲としてはインディーズ時代のカセット『ハッピー・デイ』にも収録されているが、それとは別の音源。後のスピッツのディレクターとなる竹内修の計らいで、1989年9月に「ヒバリのこころ」と共にデモ録音されたもの。ポリドールからのデビュー決定直後、これら2曲のデモ音源はプロモーション用に配布されたデモCDに収録され、デビュー後も何度かラジオでオンエアされた。デモCD用に1990年8月にリミックスされているが、本作はそれと同じ音源である。

## 演奏
全曲（特記以外）
- 草野マサムネ：Vocals, Guitars（#1,2,4‐7,11‐14）, Harmonica(#9)
- 三輪テツヤ：Guitar, Banjo（#8）Background Vocal（#6,14）
- 田村明浩：Bass Guitar, Fretless Bass(#12),Background Vocal(#14)
- 﨑山龍男：Drums, Percussion(#8,9,11,13),Background Vocal(#14)

スターゲイザー
- 亀田誠治：Programming

ハイファイ・ローファイ
- クジヒロコ：Keyboards

魚
- クジヒロコ：Keyboards

メモリーズ
- クジヒロコ：Keyboards, Background Vocal

青春生き残りゲーム
- クジヒロコ：Keyboards

SUGINAMI MELODY
- 中山信彦：Programming
- 金原千恵子グループ：Strings

夢追い虫
- クジヒロコ, 石田小吉：Background Vocal

僕はジェット
- 矢代恒彦：Synthesizers